# الأرض السوداء (جيولوجيا)
الأرض السوداء أو تشيرنوزيم (/ˈtʃɜːrnəzɛm/ CHUR-nə-zem)، وتُعرف أيضًا باسم التربة السوداء أو تربة الريغور أو تربة القطن السوداء، هي تربة سوداء اللون تحتوي على نسبة عالية من الدبال (تتراوح بين 4% إلى 16%)، بالإضافة إلى نسب مرتفعة من مركبات الفوسفور والأمونيا. تُعد التربة تشيرنوزيم من أكثر أنواع التربة خصوبةً، حيث تتميز بقدرتها العالية على الاحتفاظ بالرطوبة، مما يجعلها مثالية لإنتاج غلال زراعية مرتفعة.
تُصنف تشيرنوزيم ضمن مجموعة التربة المرجعية في نظام تصنيف التربة الدولي (WRB).

## التوزيع

توزيع تربة تشيرنوزيم وفقًا لتصنيف القاعدة المرجعية العالمية لموارد التربة:

يرجع أصل الاسم إلى المصطلحات الروسية للكلمة "أسود" (чёрный تشورني) و"تربة" أو "أرض" (земля زيمليا). وقد تم التعرف على هذه التربة الغنية بالمواد العضوية والتي تتسم بلونها الأسود لأول مرة من قبل الجيولوجي الروسي فاسيلي دوكوتشاييف سنة 1883 في مناطق السهوب العشبية المرتفعة في شرق أوكرانيا وروسيا الأوروبية. وهي تختلف عن تربة تيرا بريتا المشابهة الموجودة في غابات الأمازون المطيرة.
تغطي تربة تشيرنوزيم حوالي 230 مليون هكتار من سطح الأرض. وتوجد "حزمتان" رئيسيتان من تشيرنوزيم في العالم. الأولى تقع في السهوب الأوراسية الممتدة من شرق كرواتيا (منطقة سلافونيا)، على امتداد نهر الدانوب (شمال صربيا، شمال بلغاريا (السهل الدانيوبي)، جنوب وشرق رومانيا (السهل الوالاشي والسهل المولدافي)، ومولدوفا) إلى شمال شرق أوكرانيا مرورًا بمنطقة الأرض السوداء الوسطى بوسط وجنوب روسيا، وصولًا إلى سيبيريا. أما الحزام الآخر فيقع في براري كندا ابتداءً من مانيتوبا مرورًا بـالسهول الكبرى في الولايات المتحدة وصولًا إلى جنوب كانساس.
تتفاوت سماكة طبقة تشيرنوزيم بشكل كبير، حيث قد تتراوح من عدة سنتيمترات إلى 1.5 متر في أوكرانيا, وكذلك في منطقة وادي النهر الأحمر الشمالي في شمال الولايات المتحدة وكندا (موقع بحيرة أغاسيز ما قبل التاريخ).
يمكن العثور على هذه التربة أيضًا بكميات صغيرة في أماكن أخرى، مثل 1% من مساحة بولندا والمجر وتكساس. كما توجد في شمال شرق الصين بالقرب من هاربين. وتُعد التربة الموجودة في منطقة نيميتابيل في أستراليا الوحيدة التي تُصنف كتربة تشيرنوزيم حقيقية على مستوى القارة، وتُعد من أغنى الترب هناك.
سابقًا، وُجد سوق سوداء لهذه التربة في أوكرانيا، حيث كان بيع الأراضي الزراعية محظورًا من عام 1992 حتى 2020، لكن نقل التربة بالشاحنات كان يُعتبر قانونيًا. وبحسب منظمة "الجبهة الخضراء" غير الحكومية في خاركيف، فقد قُدّرت قيمة السوق السوداء لتربة تشيرنوزيم المسروقة في أوكرانيا بنحو 900 مليون دولار أمريكي سنويًا في عام 2011.
تشيرنوزيم (خطأ: {{أصد}}: وسم لغة غير متعرف عليه: ˈ CHUR-nə-zem)، وتُعرف أيضًا باسم التربة السوداء أو تربة الريغور أو تربة القطن السوداء، هي تربة سوداء اللون تحتوي على نسبة عالية من الدبال (تتراوح بين 4% إلى 16%)، بالإضافة إلى نسب مرتفعة من مركبات الفوسفور والأمونيا. تُعد التربة تشيرنوزيم من أكثر أنواع التربة خصوبةً، حيث تتميز بقدرتها العالية على الاحتفاظ بالرطوبة، مما يجعلها مثالية لإنتاج غلال زراعية مرتفعة.
تُصنف تشيرنوزيم ضمن مجموعة التربة المرجعية في نظام تصنيف التربة الدولي (WRB).

## التصنيف في كندا والولايات المتحدة
تُعد التربة تشيرنوزيمية من أنواع التربة في النظام الكندي لتصنيف التربة وكذلك في نظام تصنيف التربة الدولي (WRB).
فيما يلي "المكافئات" لتربة تشيرنوزيم في النظام الكندي، والـ WRB، وتصنيف التربة الأمريكي التابع لـوزارة الزراعة الأمريكية:
| كندا                                    | القاعدة المرجعية العالمية (WRB) | الولايات المتحدة                                  |
| --------------------------------------- | ------------------------------- | ------------------------------------------------- |
| تشيرنوزيمية                             | كستانوزيم، تشيرنوزيم، فايئوزيم  | موليسول                                           |
| تشيرنوزيم بني                           | كستانوزيم (جاف)                 | مجموعات فرعية من موليسول الجاف (Xerolls وUstolls) |
| تشيرنوزيم بني داكن                      | كستانوزيم هابليكي               | مجموعات فرعية من موليسول النمطي                   |
| تشيرنوزيم أسود                          | تشيرنوزيم                       | مجموعات فرعية من موليسول الأوديكي                 |
| تشيرنوزيم رمادي داكن                    | فايئوزيم رمادي-زيمي             | مجموعات فرعية من موليسول البورالفيك، ألبولز       |
| المصدر: Pedosphere.com قالب:وصلة أرشيف. |                                 |                                                   |

## نظريات نشأة تربة تشيرنوزيم
- 1761: يوهان فالرريوس (تحلل النباتات)[9]
- 1763: ميخائيل لومونوسوف (تحلل النباتات والحيوانات)[10]
- 1799: بيتر سيمون بالاس (مستنقعات القصب)[بحاجة لمصدر]
- 1835: تشارلز لايل (الوسيان)[11]
- 1840: رودريك مورشيسون (تجوية الطفل البحري الجوراسي)[11]
- 1850: كارل إيشفالد (الخث)[بحاجة لمصدر]
- 1851: أ. بيتزغولد (المستنقعات)
- 1852: نيكيفور بوريسياك (الخث)[بحاجة لمصدر]
- 1853: فانجينهايم فون كوالن (الطمي من المستنقعات الشمالية)
- 1862: رودولف لودفيغ (مستنقعات على أراضي غابات سابقة)[بحاجة لمصدر]
- 1866: فرانز جوزيف روبريشت (تحلل أعشاب السهوب)[12]
- 1879: أول ترجمة لأوراق تشيرنوزيم من الروسية[13]
- 1883: فاسيلي دوكوتشايف نشر كتابه تشيرنوزيم الروسي[14]
- 1929: أوتو شلوتر (منشأ بشري)[15]
- 1999: مايكل شميت (حرق الكتلة الحيوية في العصر النيوليتي)[16][17]

كما يتضح من القائمة أعلاه، فإن نقاشات القرنين التاسع عشر والعشرين حول تكوّن التربة تشير إلى أن تربة تشيرنوزيم نشأت في ظل ظروف مناخية خلال الهولوسين المبكر حتى نحو 5500 قبل الميلاد. ومع ذلك، لم تتمكن أي من النظريات المناخية القديمة من تفسير التنوع الجيوكيميائي الموجود في التربة عبر وسط أوروبا.
تشير الأدلة إلى أصول بشرية لمحتوى الكربون الأسود المستقر الناتج عن الحريق في تشيرنوزيم، مما ساعد في تطوير نظريات أكثر دقة. إذ يُمكن أن يفسر حرق الغطاء النباتي القابلية المغناطيسية العالية لهذه التربة، وهي الأعلى بين أنواع التربة الكبرى.
يزداد المغناطيسية في التربة عندما تتحول المعادن مثل غوثيت وفيريهايدرايت إلى ماغيميت نتيجة التعرض للحرارة. وتشير درجات الحرارة المرتفعة المطلوبة لتكوين الماغيميت على نطاق واسع إلى تأثير الحرائق، ما يرجح أن التحكم بالنار من قبل البشر الأوائل قد لعب دورًا رئيسيًا في تكوّن تشيرنوزيم.
يمكن أن تؤدي التحمم إلى تغميق لون التربة (تسويد) حتى في غياب مكوّن الكربون الناتج عن الحريق. ونظرًا لتعدد العمليات التكوينية التي تسهم في نشوء "الأرض السوداء"، فإن مصطلح تشيرنوزيم يُعد توصيفًا عامًا لأنواع متعددة من التربة السوداء التي تتشابه في المظهر وتختلف في منشئها.

## للقراءة الموسعة
- دبليو. زيتش، بي. شاد، جي. هينترماير-إيرهارد: تربة العالم. سبرنغر، برلين 2022، الفصل 5.3.2. (ردمك 978-3-540-30460-9)

## وصلات خارجية
- صور مقاطع تربة (مع التصنيف) موقع WRB الرسمي
- صور مقاطع تربة من IUSS (مع التصنيف) بوابة تربة العالم – IUSS